# Belišće
Belišće je grad u Hrvatskoj koji administrativno pripada Osječko-baranjskoj županiji. 

## Gradska naselja
U sastav grada ulazi 9 naselja (stanje 2006.), to su: Belišće, Bistrinci, Bocanjevci, Gat, Gorica Valpovačka, Kitišanci, Tiborjanci, Veliškovci i Vinogradci.

## Stanovništvo
Prema popisu stanovništva 2001. godine grad Belišće je imao 11786 stanovnika. Najveće je naselje Belišće sa 7197 stanovnika. Ukupan broj zaposlenih je 2688.
Prema popisu stanovništva 2011. godine grad Belišće je imao 10825 stanovnika. Najveće je naselje Belišće sa 6518 stanovnika.
| broj stanovnika | 3150  | 3137  | 3013  | 4378  | 5384  | 5441  | 5706  | 6664  | 7714  | 8322  | 9723  | 10938 | 11524 | 12456 | 11786 | 10825 | 8884  |
|                 | 1857. | 1869. | 1880. | 1890. | 1900. | 1910. | 1921. | 1931. | 1948. | 1953. | 1961. | 1971. | 1981. | 1991. | 2001. | 2011. | 2021. |

| broj stanovnika |       |       | 8     | 1044  | 1467  | 1566  | 1962  | 2535  | 3147  | 3614  | 4620  | 6055  | 6780  | 7619  | 7197  | 6518  | 5354  |
|                 | 1857. | 1869. | 1880. | 1890. | 1900. | 1910. | 1921. | 1931. | 1948. | 1953. | 1961. | 1971. | 1981. | 1991. | 2001. | 2011. | 2021. |

## Zemljopisni položaj
Belišće se nalazi na desnoj obali rijeke Drave, sjeverozapadni je rubni dio Pridravske nizine Osijeka, kao jedne od regija Istočne Hrvatske. Na zapadu graniči s regijom Slavonske podravine, na sjeveru pretežno riječnim tokom Drave odijeljen je od južne Baranje, a na liniji jugozapad-sjeveroistok ima granicu s područjem grada Valpovo.
Geoprometni položaj Belišća vrlo je povoljan zbog položaja na rijeci Dravi, ali i dobra cestovna povezanost s ostatkom Hrvatske, posebice Osijekom, ali i cestom do Donjeg Miholjca, Slatine i Virovitice. Od 2001. godine povezan je Mostom 107. brigade HV s Belim Manastirom, Baranjom i Mađarskom. Također željeznicom je povezan preko Bizovca na longitudinalni pravac Osijek-Zagreb. Najbliža zračna luka je u Klisi kod Osijeka.
Grad Belišće leži na dvije rijeke: rijeci Dravi i rijeci Karašici, a kroz prigradsko naselje Bocanjevci i Goricu Valpovačku prolazi rijeka Vučica.

## Povijest

### Prapovijest
Tragovi najranijega ljudskoga života i djelovanja na prostoru grada Belišća potječu iz prapovijesti, u vremenu između 6. i 3. tisućljeća pr. Kr. Nađeni su ostaci naselja iz mlađeg kamenog doba i bakrenog doba (arheološko nalazište “Staro Valpovo”) i brončanog odnosno željeznog doba (Belišće – Zagajci I). Među najstarijim poznatim stanovnicima ovih krajeva bila su panonska i keltska plemena u željeznom dobu (1000 g. pr. Krista – početak I. stoljeća). Poslije toga, ovdje su duže ili tek u prolazu Rimljani, Goti, Gepidi, Langobardi, Avari, Franci i Bugari, da bi na kraju čitav prostor Slavonije prepustili našim davnim precima – Slavenima, Hrvatima. Srednjovjekovno naseljavanje ranih Slavena u belišćanski kraj utvrdilo je arheološko istraživanje na lokalitetu Belišće – Zagajci II (druga polovica 7. stoljeća i 8. stoljeće po. Kr.).

### Početak industrije
Belišće je nastalo 1884. godine kao naselje za radnike u drvnoprerađivačkoj industriji mađarskog veletrgovca i tvorničara Salamona Heinricha Gutmanna koji je godine 1884. ovdje otvorio veliku pilanu tada najveću u Europi za prorez hrasta, a kasnije i tvornice za proizvodnju parketa, tanina i drvno-destilacijskih proizvoda i bačava, te privatnu prugu za potrebe tvornice. Parcele desne strane Drave na kojoj je napravljena pilana 1884. kupljena je od valpovačke vlastele na desetogodišnje korištenje. Nakon umirovljenja svog oca, barun Edmund Gutmann i njegova braća preuzimaju tvrtku, a kasnije Edmundov sin Artur i nećak Viktor Gutmann, koji je ubijen 1946. godine od komunista.
S vremenom, ovdje se nastanjuju radnici iz pilane i tvornica, te polako rastu dijelovi Belišća poznati kao Mitrovica, Pekmez ulica i Bijela kuća. Prva izgrađena zgrada za stanovanje bila je Velika kuća (današnja uprava Belišća d.d.), a 1905. izgrađena je Palača Gutmann - jedna od najvećih arhitektonskih ostvarenja onog doba u ovom dijelu Hrvatske. Do Prvog svjetskog rata (1914.) pilana je ostvarivala veliki profit. 

### Prvi svjetski rat
Za vrijeme rata poslovna organizacija stagnira zbog podređenosti gospodarstva državi, te se onda 1918. sjedište poslovne organizacije seli iz Budimpešte u Belišće, te postaje dioničkim društvom s većinskim dijelom u posjedu obitelji Gutmann. U međuratnom razdoblju (1918. – 1939.) dolazi do stagnacije u proizvodnji i prodaji zbog tehnološke zastrajelosti, pa je tvornica primorena preorijentaciji (nova proizvodnja briketiranoga drvnog ugljena, proizvodnja kestenovoga taninskog ekstrakta, i dr.) i modernizaciji. Postaje jedna od vodećih tvornica u drvnoj industriji Hrvatske. Godine 1927. Belišće je dobilo status samostalne općine koje će ostati sve do 1955. godine.  

### Drugi svjetski rat
Nakon Drugog svjetskog rata tvornički pogoni nastavljaju s radom ali u državnom vlasništvu bivše SFRJ. 1960. je presudna godina u daljnjem razvoju tvornice - tada su puštene u rad tvornice poluceluloze, papira i ambalaža od valovitog kartona (a zatvorene su tvornice za proizvodnju parketa, tanina, bačava i drvno-destilacijskih proizvoda) i tako postaje jedno od vodećih središta celulozno-papirne industije u cijeloj jugoistočnoj Europi.

## Značaj željeznice
Vrlo značajnu ulogu imala je željeznica, u početku privatna i malog kolosijeka od svega 100 cm, a poslije 1889. godine u vlasništvu Slavonsko-podravska željeznica d.d., koja je povezivala Belišće-Osijek, od 1945. u državnom vlasništvu SFRJ. Industrijska pruga normalnoga kolosijeka Belišće-Bizovac izgrađena je i puštena u promet 1970. godine.  

## Vjerski život
Od 1891. godine kada je na belišćanskome groblju izgrađena rimokatolička kapelica posvećena Maloj Gospi do 1966. godine kada grad Belišće dobiva župu te započinje izgradnja župne crkve sv. Josipa Radnika (završena 1970.) vjernici su pripadali pod valpovačku župu. Pored crkve je samostan franjevaca trećoredaca glagoljaša. Crkveni god je na blagdan sv. Josipa Radnika, 1. svibnja, koji je ujedno dan Grada Belišća.

## Stanovništvo
Za vrijeme izgradnje i rada tvornice doseljavali su se, u početku, ljudi iz Valpovštine i Miholjštine, te naročito Like, a kasnije i iz cijele Jugoslavije, naročito Srbi i Hercegovci, pa i dalje (Rusija, Mađarska, Češka).
U Domovinskom ratu grad je pretrpio značajna razaranja zbog granatiranja JNA i srpskih paravojnih postrojba iz okupirane Baranje. Sve je više malih i srednjih poduzetnika. Uz Belišće d.d. nastaje drugi po važnosti gospodarski subjekt - ThyssenKrupp kao vlasnik nekadašnje Tvornice strojeva u sastavu Belišća.

## Administracija i politika
Samoupravni djelokrug Grada Belišća uređen je Statutom, koji je posljednji puta promijenjen u siječnju 2020. godine.
Grad Belišće čine sljedeća naselja: Belišće, Bistrinci, Bocanjevci, Gat, Kitišanci, Tiborjanci, Veliškovci, Vinogradci, Gorica Valpovačka.
Tijela Grada Belišća su Gradsko vijeće i Gradonačelnik.
Gradsko vijeće predstavničko je tijelo građana i tijelo lokalne samouprave, koje donosi odluke i akte u okviru prava i dužnosti Grada, te obavlja i druge poslove u skladu s Ustavom, zakonom i Statutom. Gradsko vijeće broji 17 članova. Predsjednik Gradskog vijeća je Dragan Anočić izabran s kandidacijske liste grupe birača Belišćanska nezavisna lista "Pozračimo Belišće", a potpredsjednici su Jasmina Strugačevac iz HDZ-a i Marko Mužević izabran s kandidacijske liste grupe birača Belišćanska nezavisna lista "Pozračimo Belišće". Kandidacijska lista grupe birača Belišćanska nezavisna lista "Pozračimo Belišće" dobila je na izborima 2025. godine 6 vijećnika, HDZ 3 vijećnika, Nezavisna lista dr. Dinka Burića 3 vijećnika i SDP 1 vijećnika
Gradonačelnica Belišća je Ivana Jerbić. Gradonačelnica je izabrana s kandidacijske liste grupe birača Belišćanska nezavisna lista "Pozračimo Belišće" 
Javna priznanja grada Belišća su:
1. Počasni građanin grada Belišća
2. Plaketa "Grb grada Belišća"
3. Plaketa "S. H. Gutmann".
4. Plaketa za životno djelo "Zlatni list".

Počasnom građaninu dodjeljuje se posebna Povelja.
Grad ima službeno glasilo pod nazivom "Službeni glasnik Grada Belišća" koji se dostavlja na adresu svake obitelji po izdanju novoga broja.
Od 1993. godine grad Belišće ima status općine, a od 1997. godine dobilo je status grada.
Od 9. ožujka 2009. godine gradska uprava preselila se u novu zgradu koja se nalazi u Ulici kralja Tomislava.

## Ekonomija
- Belišće d.d. - najveći je hrvatski proizvođač ambalažnog papira i ambalaže valovitog kartona i jedan od vodećih u jugoistočnom dijelu Europe, više od polovice svoje proizvodnje izvozi na svjetsko tržište
- ThyssenKrupp Elastomertechnik sa sjedištem u Hamburgu - proizvodnja CNC strojeva
- Kombel d.o.o. - nositelj komunalnih vrijednosti, također nositelj izgradnje tržišnog centra 2004. godine
- Tržni centar Belišće - tržni centar ukupne je površine 1680 m² i sadržava tridesetak poslovnih prostora ukupne površine 861 m² kao što su mesnica, cvjećarnica, kafići, banka, osiguranje, tisak, hrvatska lutrija, kladionice i ostali mali obrti. Izgradnja centra koštala je oko 1.000.000 kn. Otvorena je 2005. godine kada je u potpunosti zamijenila dosadašnju tržnicu na čijem je mjestu sada parkiralište.

U gradu postaji također tzv. Zona male privrede gdje se nalaze srednjemali poduzetnici iz cijele Hrvatske koji su odlučili svoje djelovanje proširiti i na ovo područje.
Ostala mikroekonomija su mali i srednji poduzetnici, te je slabo razvijena poljoprivredna uglavnom na malim obiteljskim posjedima.

## Šport
Belišće, grad športa u kojem djeluje 16 grana sportova s više od 1000 registriranih sportaša. U riznici medalja i priznanja ima pokale sa svih velikih europskih i svjetskih natjecanja, OI, SP, EP kao i osvojenih državnih prvenstava, a ime Belišća diljem svijeta pronijeli su kajakaši, kanuisti, kuglaši, ribolovci.
Nastavno-športska dvorana za 800 posjetitelja, objekt je koji unosi kvalitetu u rad dvoranskih športova. Unutar sportsko-rekreacijskog centra nalaze se brojna vanjska igrališta za nogomet, košarku, rukomet, tenis, odbojku na pijesku i boćanje.
Kajakaška utrka Majski turnir gradova održava se od 1972. Streetball Belišće održava se od 2013.

#### Poznati športaši
- Matija Ljubek, hrv. kanuist
- Milan Janić, hrv. kajakaš
- Ivan Šabjan, hrv. kanuist
- Damir Fučkar, hrv. kuglač
- Marko Jeličić, hrv. kuglač
- Pavica Galošević, hrv. kuglačica
- Matija Vidaković, hrv. ribolovac
- Željko Dukmenić (Zejd Dukmenić), tekvando, prvak Jugoslavije i Njemačke, izbornik Teakwondo reprezentacije BiH od 1996 do 2004.,[7]
- Matija Strugačevac, hrv. nogometni sudac

- Drago Huis, hrv. nogometni sudac

- Darko Novoselnik, hrv. nogometni sudac

#### Športski klubovi
- kajak klub "Belišće"  Kajak klub Belišće
- košarkaški klub "Belišće" (KK Belišće  Arhivirana inačica izvorne stranice od 14. rujna 2008. (Wayback Machine))
- ženski rukometni klub "Belišće"
- boćarski klub "Belišće"
- nogometni klub "Belišće"
- odbojkaški klub Belišće "Belišće"
- judo klub Belišće
- kuglački klubovi "Belišće" i "Željezničar"
- Klub pustolovnih sportova Baraber extreme team Belišće  Arhivirana inačica izvorne stranice od 27. siječnja 2010. (Wayback Machine)
- Sambo klub Belišće
- Teniski klub Belišće

U SFRJ su još postojali i nogometni klubovi NK Lokomotiva Belišće i NK Sloga Belišće, koji su igrali u Slavonskoj nogometnoj zoni

## Obrazovanje
Prva ustanova za obrazovanje bila je školska učionica iz 1886. godine, a onda se 1890. godine podiže i zgrada pučke škole (današnji Centar mladih). Današnja Osnovna škola Ivana Kukuljevića ima preko 1000 učenika i s tim brojem jedna je od najvećih u Republici Hrvatskoj. 
Dječji vrtić Maslačak započinje s radom 1942. godine i ima oko 200-tinjak djece.
U Ulici kralja Tomislava nalazi se i Amatersko kazalište koje datira iz 1957. godine. Svake godine tradicionalno se održavaju poznate Rombergove večeri (Romberg je bio poznati belišćanski glazbenik i kompozitor koji je većinu životu proveo u Americi, skladao je Belišćanski marš - skladbu koju je posvetio svome rodnome gradu - Belišću) i ostale kulturološke priredbe.
Također u Belišću postoji i gradska knjižnica i čitaonica koja je smještena u novu upravnu zgradu u Ulici kralja Tomislava. Knjižnica trenutačno ima preko 21000 knjiga.
Od 1. svibnja 2015. Gradski Radio Belišće emitira na frekvenciji 101,3 MHz.

### Vrtići
- Dječji vrtić Maslačak  Arhivirana inačica izvorne stranice od 5. rujna 2007. (Wayback Machine)

### Osnovne škole
- Osnovna škola Ivana Kukuljevića
- područne škole nalaze su u Veliškovcima i Vinogradcima

## Znamenitosti
U užem središtu mjesta nalaze se do danas sačuvani objekti povijesne industrijske arhitekture, posebice kuće (Pekmez ulica) i zgrade za stanovanje (Velika kuća, Bijela kuća - današnje kino) tadašnjih radnika belišćanskih tvornica. Osim njih, u središtu mjesta nalazi se i velika obnovljena Guttmanova palača iz 1905. godine koja je teško stradala u Domovinskom ratu pogotkom zapaljive granate iz Baranje.
Pored Gutmannove palače nalazi se spomenik Gater - prvi gater iz one davne Gutmannove pilane.
Spomenik palim borcima i žrtvama fašizma u Drugom svjetskom ratu postavljen je 1948. godine ispred Palače Gutmann.
Spomen-vlak nekadašnje uskotračne Slavonsko-podravske željeznice nalazi se u krugu Belišća d.d. s lokomotivom iz 1913. godine izrađene u Münchenu. Od postavljanja do danas kompozicija je više puta restaurirana, a od propadanja spašena je lokomotiva, tender, putnički vagon, jedan zatvoreni i dva otvorena teretna vagona.
Na centru grada je spomenik-fontana postavljena 1976. godine.
Park hrvatskih dragovoljaca Domovinskog rata u središtu grada krasi brončana skulptura Susret (Ptice).
Smještena u park blizu belišćanske pošte Belišćanska ratna knjiga podsjeća na godine razaranja i postojanosti Belišća.
Preko Mosta 107. brigade u Baranji, s desne stane ceste, nalazi se spomenik poginulim braniteljima 107. brigade HV Knjiga mrtvih.
Muzej Belišće otvoren je 1975. godine, uglavnom prikazuje povijest Belišća od nastanka pilane pa do danas. Muzej je specifičan po tematici i sadržaju te nema sličnosti s drugim muzejima u Slavoniji. Sa stražnje strane Gutmannove palače u podrumskom ateljeu nalazi se Galerija - objekt kulturno-obrazovnog sadržaja u kojem možete pogledati izložbe belišćanskih amatera slikara, ali i učenika Osnovne škole Ivana Kukuljevića. Galerija pripada pod zaštitu Muzeja Belišće.
Jedna od najpoznatijih znamenitosti, koja služi kao atribut u nadmetanju Barabera i Žabara, je belišćanski olimpijski bazen izgrađen 1978. godine. Za vrijeme ljetnih mjeseci održavaju se poznate Igre na vodi koje dovode natjecatelje iz cijele Hrvatske.
U Belišću se organiziraju Rombergove glazbene večeri od 1970. godine u spomen na skladatelja Sigmunda Romberga, koji je djetinjstvo proveo u Belišću, a poslije je ostvario veliki glazbenu karijeru u SAD-u.

## Vanjske poveznice
- Službena web-stranica

|  | Portal Hrvatske: pristup člancima s tematikom o Hrvatskoj |